# EVERYTHING IS MY FAULT
『EVERYTHING IS MY FAULT』（えぶりしんぐいずまいふぉーると）は、スケボーキングの5作目のアルバム。2002年8月21日発売。発売元はワーナーミュージック・ジャパン。

## 収録曲
1. Space time location
作詞・作曲：SHIGEO
2. Made by steel
作詞・作曲：SHIGEO
3. Disgusted with you
作詞・作曲：SHIGEO
4. Bishop and Damon
作曲：SHIGEO
5. Divorce
作詞・作曲：SHIGEO
6. Forget your dream
作曲：SHIGEO
サンプリング元にSUPER BUTTER DOGの「サヨナラCOLOR」を使用している。
7. J'AVAIS TOUT
作詞：SHIGEO / 作曲：SHUN
8. Thrown A Bone
作詞：LORI FINE / 作曲：SHUYA
9. Alcatraz
作詞：SHUN、SHIGEO / 作曲：SHUYA
6thシングルのcw
10. Set me free
作詞・作曲：SHUYA
11. Devastated
作詞：SHUN、SHIGEO / 作曲：SHUYA
12. Genius
作詞：SHUN、SHIGEO / 作曲：SHUYA
13. Why don't you come to my place?(extended mix)
作詞・作曲：SHIGEO
6thシングルのアルバムバージョン

## 参加ミュージシャン
- SHIGEO : MC、guitar
- SHUN : MC
- SHUYA : DJ
- MASH : BASS
- MAC : DRUMS
- LORI FINE : Vocal(M-8)